# چلو

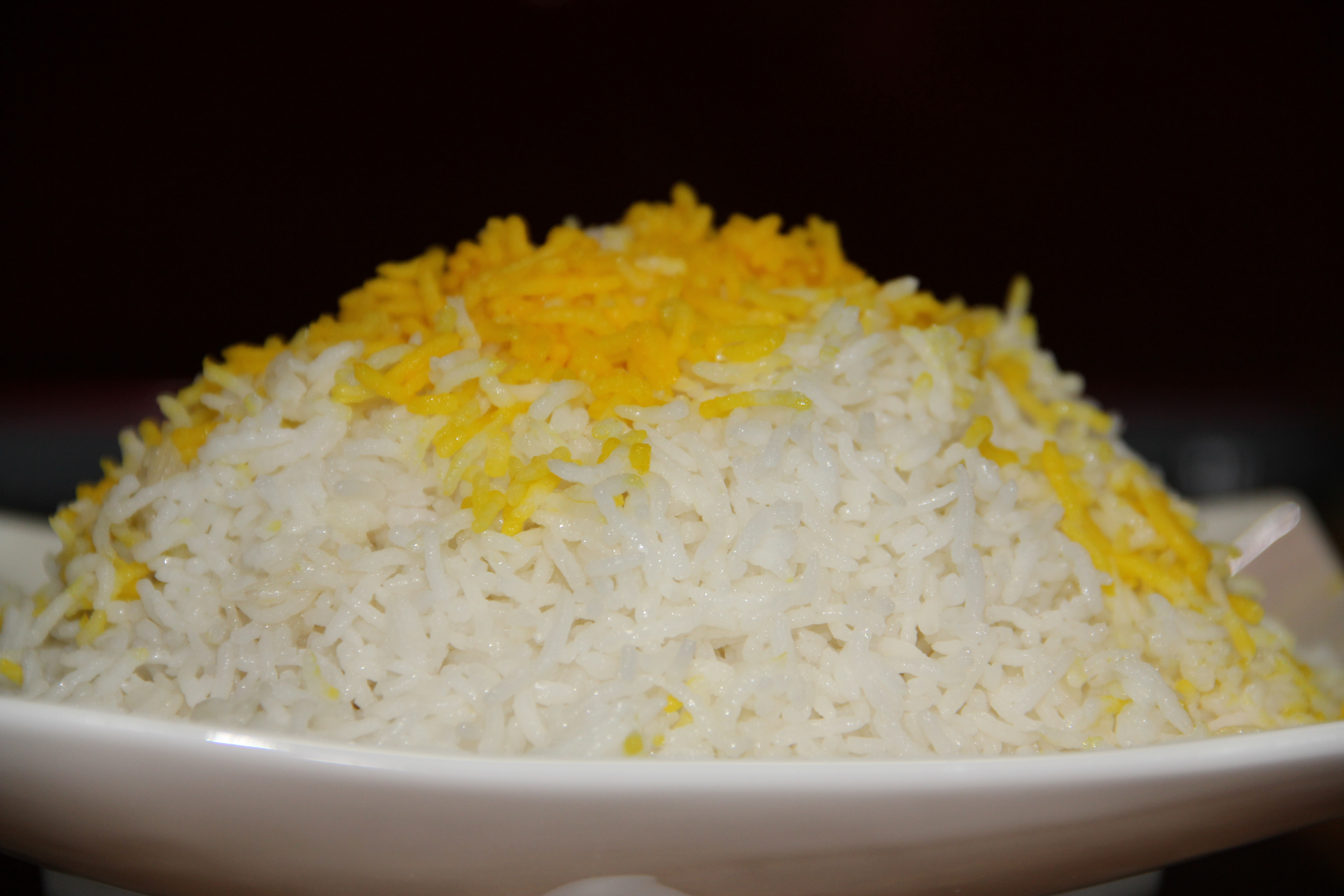
چلو با تزئین برنج زعفرانی

چلو خوراکی است که از برنج تهیه می‌شود و معمولاً با کباب یا خورش خورده می‌شود. در چلو برنج خالص با روغن یا کره پخته می‌شود. تفاوت آن با پلو در این است که در چلو، برنج به تنهایی و بدون مخلوط شدن با مواد دیگری از قبیل ماش و عدس و رشته و نظایر اینها پخت می‌شود.
منظور از چلو، برنجی است که پس از آب‌کش کردن آن را به تنهایی دم می‌کنند و بعد از دم کشیدن با خورش و انواع گوشت و کباب‌ها مصرف می‌نمایند. اصطلاحاً به چلو، برنج سفید هم می‌گویند؛ ولی منظور از پلو، برنجی است که پس از آب‌کش کردن آن را با سبزی‌ها و گوشت و مرغ و انواع حبوبات دم می‌کنند. مانند باقلاپلو، سبزی‌پلو، استانبولي پلو، لوبیاپلو، عدس پلو.
به گزارش پولاک، پزشک ناصرالدین شاه، پخت چلوی ایرانی بسیار سخت است. خصوصیات یک چلو مرغوب به قرار ذیل است. برنج به هیچ وجه نباید به هم بچسبد بلکه باید دانه‌دانه و جدا از هم باشد. دیگر آنکه باید کاملاً سفید و چنان نرم و با انعطاف باشد که پس از وارد آوردن یک فشار مختصر بر آن باز به حال نخستین بازگردد.

## نگارخانه

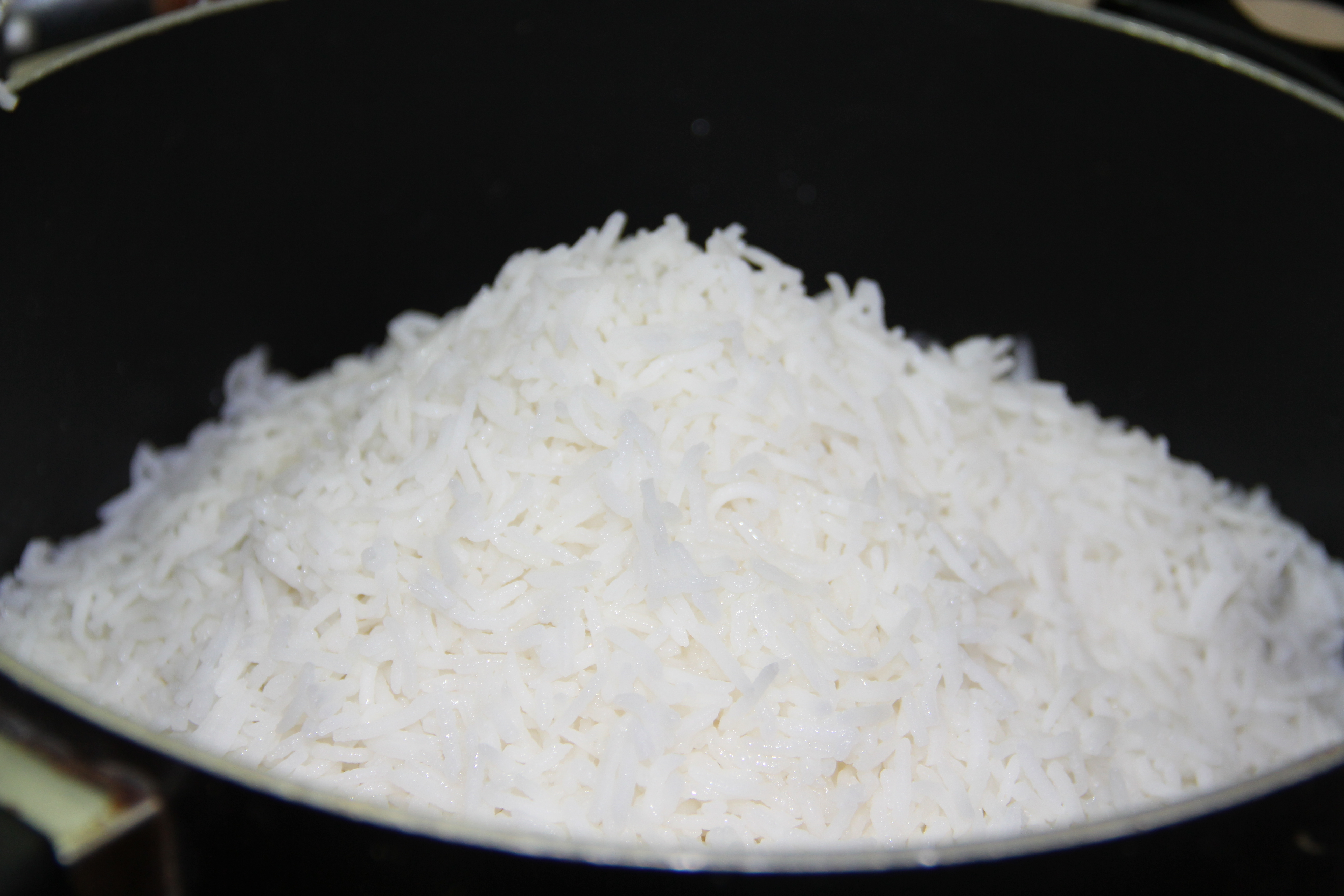
چلو در حالت پخت
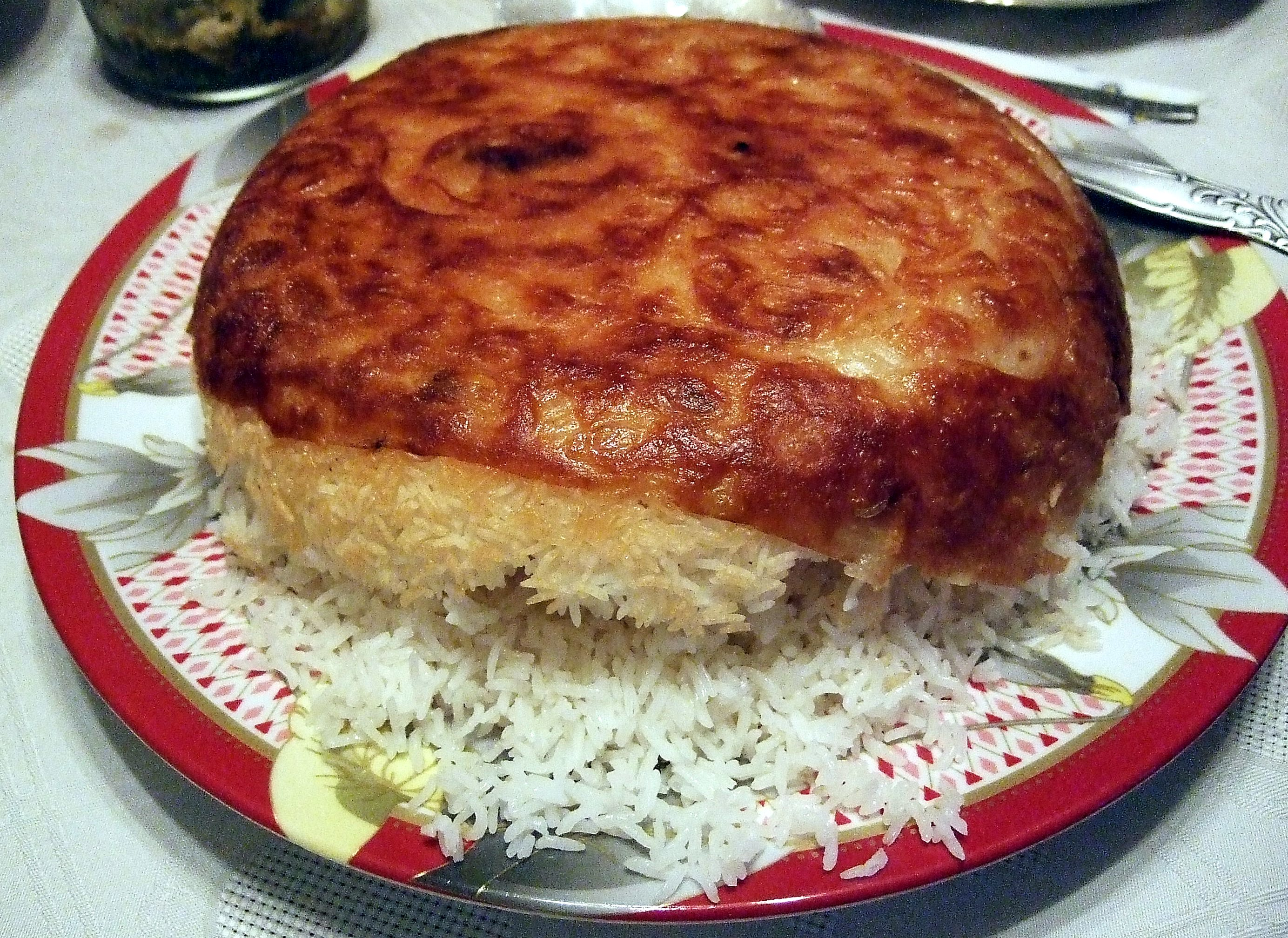
چلو یا برنج آبکش ساده با ته‌دیگ نان
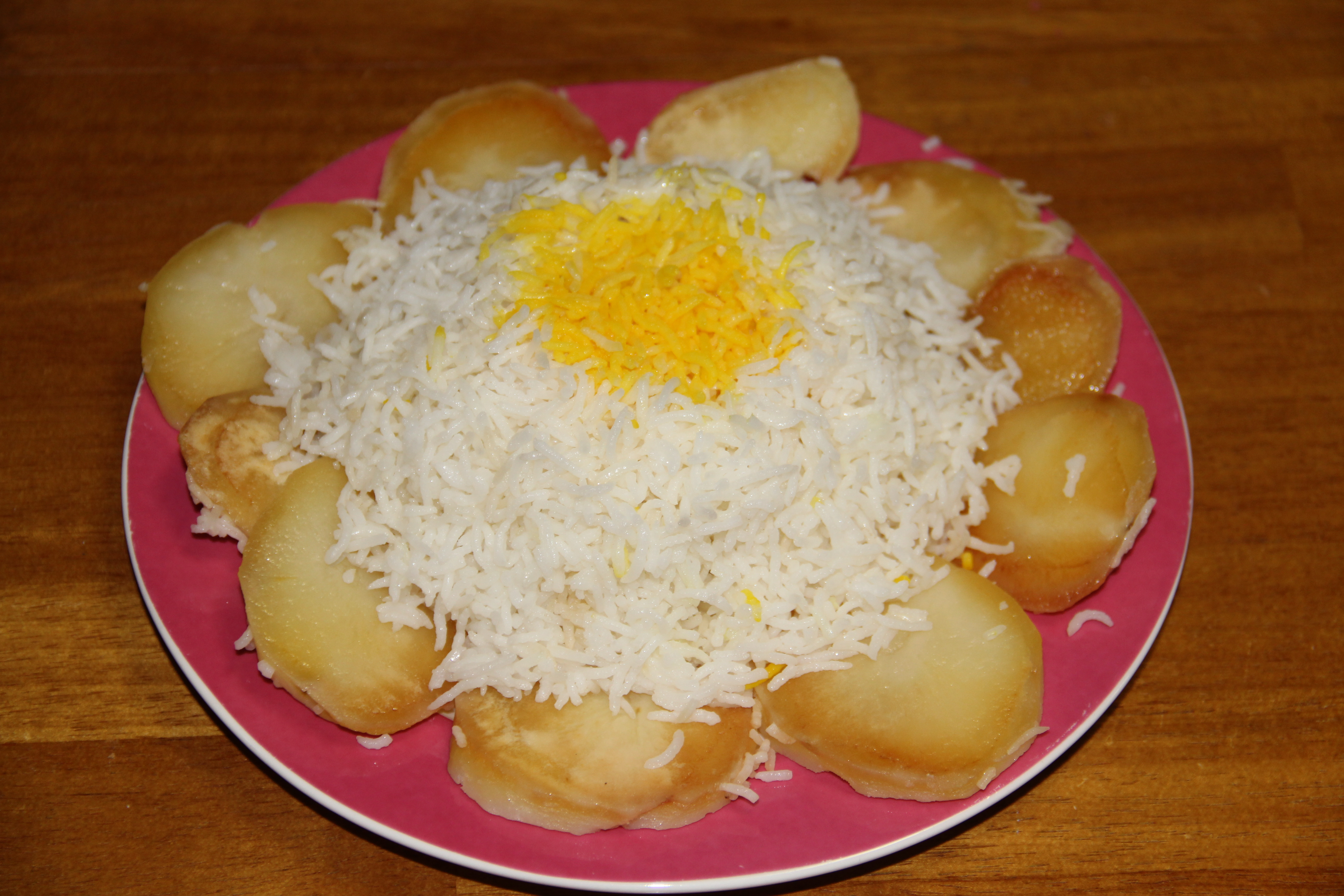
چلو با ته دیگ سیب زمینی